# ITF Kyōto
Das ITF Kyōto (offiziell: Shimadzu All Japan Indoor Tennis Championships) ist ein Tennisturnier der ITF Women’s World Tennis Tour, das in Kyōto, Japan, auf Hartplatz (Halle) ausgetragen wird.

## Siegerliste

### Einzel
| Jahr               | Siegerin       | Finalgegnerin  | Ergebnis       |
| ------------------ | -------------- | -------------- | -------------- |
| ↓ Kategorie: W60 ↓ |                |                |                |
| 2019               | Ylena In-Albon | Zhang Kailin   | 6:2, 6:3       |
| 2020               | Xun Fangying   | Indy de Vroome | 3:6, 6:3, 7:66 |

### Doppel
| Jahr               | Siegerinnen                       | Finalgegnerinnen               | Ergebnis         |
| ------------------ | --------------------------------- | ------------------------------ | ---------------- |
| ↓ Kategorie: W60 ↓ |                                   |                                |                  |
| 2019               | Eri Hozumi Moyuka Uchijima (1)    | Chen Pei-hsuan Wu Fang-hsien   | 6:4, 6:3         |
| 2020               | Erina Hayashi Moyuka Uchijima (2) | Hsieh Yu-chieh Minori Yonehara | 7:5, 5:7, [10:6] |